# Walk Right Now
Singles de The Jacksons
Can You Feel It
(1980) State of Shock
(1984)
Pistes de Triumph
Time Waits for No One
(6) Give It Up
(8)
Walk Right Now est le quatrième et dernier single extrait de l'album Triumph des Jacksons. Il est sorti le 27 janvier 1981 et contient la chanson Your Ways en face B. 
Produite par les Jacksons eux-mêmes, la chanson Walk Right Now a été écrite par Jackie Jackson, Michael Jackson et Randy Jackson. La voix principale est celle de Michael Jackson. 